# Manfred Schumacher (Politiker, 1938)
Manfred Schumacher (* 19. März 1938 in Grönwohld) ist ein deutscher Apotheker und Kommunalpolitiker.

## Leben
Schumacher legte 1957 sein Abitur an der Stormarnschule in Ahrensburg ab und studierte in Kiel bis zur Promotion. Danach machte er sich als Apotheker zunächst in Eckernförde selbstständig, bis er 1969 die Apotheke in Trittau übernahm.
Seit 1955 arbeitete Schumacher ehrenamtlich beim Deutschen Roten Kreuz (DRK), 1962 wurde er in den Vorstand des Ortsvereins Trittau des DRK gewählt, dessen 1. Vorsitzender er ab 1984 war. 2002 wurde er zum Beisitzer im Kreisverband Stormarn des DRK gewählt und war von 2004 bis 2014 dessen Vizepräsident.
Schumacher war maßgeblich am Aufbau des Rettungsdienstes in Trittau beteiligt und richtete eine hauptamtliche Rettungswache ein. Weiter hat er für die Einrichtung einer Sozialstation in der Gemeinde Trittau gesorgt und diese zu einem Dienstleistungsunternehmen ausgebaut. Es ist sein Verdienst, dass Sozialstation, Rettungswache und der Ortsverein mit Geschäftsstelle und Schulungsräumen heute unter einem Dach untergebracht sind.
Schumacher führte von 1969 bis 2000 die „Alte Apotheke“ in Trittau als Pächter.  Er war kommunalpolitisch als Gemeindevertreter in Trittau tätig und von 1970 bis 1975 Amtsvorsteher des Amtes Trittau.
Er wurde für sein außerordentliches soziales und ehrenamtliches Engagement ausgezeichnet. Für seinen 60-jährigen Einsatz für das DRK erhielt er die Ehrenmedaille des Landesverbandes. Das Verdienstkreuz am Bande des Verdienstordens der Bundesrepublik Deutschland überreichte ihm der schleswig-holsteinische Ministerpräsident Peter Harry Carstensen  am 18. März 2009 im Lübecker Rathaus.